# Mallur
Mallur è una suddivisione dell'India, classificata come town panchayat, di 9.796 abitanti, situata nel distretto di Salem, nello stato federato del Tamil Nadu. In base al numero di abitanti la città rientra nella classe V (da 5.000 a 9.999 persone).

## Geografia fisica
La città è situata a 11° 33' 25 N e 78° 08' 29 E.

## Società

### Evoluzione demografica
Al censimento del 2001 la popolazione di Mallur assommava a 9.796 persone, delle quali 5.074 maschi e 4.722 femmine. I bambini di età inferiore o uguale ai sei anni assommavano a 1.064, dei quali 565 maschi e 499 femmine. Infine, coloro che erano in grado di saper almeno leggere e scrivere erano 5.849, dei quali 3.367 maschi e 2.482 femmine.